# Пятрас Кубілюнас
Пятрас Кубілюнас (рос. Пётр Кубилюн, лит. Petras Kubiliūnas; 16 травня 1894, село Швядукалніс, Російська імперія (нині Купішкський район, Литва) — 22 серпня 1946, Москва, СРСР) — литовський генерал, борець за незалежність Литви від Російської імперії та СРСР.
У 1929-1934 — начальник Генштабу литовської армії. У 1942-1944 — керівник «Довірчої ради» (нім. Vertrauensrat) при німецькій адміністрації Генеральної округи Литва (Райхскомісаріат Остланд).

## Життєпис
Навчався в гімназії в Ризі. Закінчив Віленське піхотне юнкерське училище в 1914. Учасник Першої світової війни з перших її днів, воював у Російській імператорській армії. З 1915 — у складі Ризького Латиського Полку. Нагороджений Георгіївським Хрестом (1916).
У серпні 1919 мобілізований в литовську армію, брав участь у Литовсько-радянської війні до грудня 1919. Був командиром батальйону, потім заступник командира піхотного полку. З 1929 — генерал-лейтенант, командувач генеральним штабом литовської армії. До 1934 — в Литовській армії.
Учасник невдалої спроби військового перевороту в 1934. Засуджений до смертної кари, заміненої тривалим тюремним ув'язненням. Помилуваний та звільнений в 1937. У 1940 знову потрапив у в'язницю, цього разу НКВС. Звільнений після захоплення Литви німцями.
У роки Другої світової війни з 22 серпня 1941 (формально з березня 1942) по липень 1944 очолював «довірчу рада» (нім. Vertrauensrat) при німецькій окупаційній адміністрації Генеральної округи Литва (Райхскомісаріат Остланд). Втік до Німеччини, в 1945 викрадений радянським агентом Славінасом з англійської зони, страчений в Москві в 1946.